# Astroblepus pirrensis
Astroblepus pirrensis är en fiskart som först beskrevs av Meek och Hildebrand, 1913.  Astroblepus pirrensis ingår i släktet Astroblepus och familjen Astroblepidae. Inga underarter finns listade.